# Ликовна уметност
Ликовна уметност (пластична уметност, просторна уметност) је уметност која као облик комуникације користи ликовни језик. Она је део општег света уметности којем припада још: књижевност, музика, плес, глума, филм, и остале уметности.

## Ликовни језик
Док се књижевност изражава помоћу речи, музика помоћу звука, плес покретом, ликовна уметност се изражава облицима (линијом, бојом и волуменом). Облик – лик, отуда тој уметности и име. Има и други назив - пластична уметности (наглашава опипљивост ових уметности), а још их зову и просторне уметности (чиме се наглашава да се ликовне уметности изражавају у простору, за разлику нпр. музике која се изражава у времену).
Ликовни облици имају свој смисао који се може прочитати познавањем ликовног језика. Ликовни језик се може спознати делом рационално (умно), а делом ликовном интуицијом. Структуру ликовног језика не чине слова, речи, као у конвенционалном језику, него ликовни елементи:
Композиција опет има своје елементе по којима се ликовни елементи слажу у складну целину.
Ликовне уметности према средствима изражавања делимо на: цртеж, графику и сликарство (које су везане за површине) и скулптуру и архитектуру (које су у простору).
Поред ових постоје самосталне људске делатности које су уско везане за ликове уметности као:
- Урбанизам
- Примењена уметност
- Дизајн
- Фотографија
- Филм
- Визуелна уметност

## Историја и епохе у ликовној уметности

### Праисторија
Уметност праисторије проучава археологија, за разлику од уметности доба које спада у историју и коју проучава историја уметности. Праисторија је временски период који траје до појаве првих писама, о чему, помоћу материјалних трагова културе, археологија ствара приповест о догађају.
Праисторија има различита раздобља. Млађе камено доба обухвата доба варварства и доба дивљаштва. Може се рашчланити на камено доба и доба метала.
У доба неолита човек нема довољно хране, клима је повољна за житарице- крчи се и најзад сади, а од изразито ловачке привреде прелази се на земљорадњу- везано за њу јавља се насеље. Човеков рад зависи од природе- уочава то, и појављује се религија. Овај однос према природи одразио се и у уметности- уметничком стварању. Раније у доба ловачке привреде односно природе он није имао никакве залихе, јављају се залихе а с њима и неједнакост- појављује се отимање за храну и раслојавање гентилне заједнице и стварају се породице- генсови (породице су у генсовима).
Човек од иловаче прави посуђе, ручно у различитим облицима. Украшава га и боји. Не зна се тачно шта је смисао декорација.
У време робовласништва се две културе јављају и не зна се која је старија да ли је то Египат или Месопотамија. Сигурно је да су се развијале независно од почетка и до њиховога контакта долази тек касније.

### Египат и Месопотамија
Египат и Месопотамија историјске су културе које су се истовремено појавиле. Обе су монархије и различите су по религији али у Тинитском и Џемедетнарском добу постојале су већ културе у данашњем смислу речи тога појма. Египатска монархија Старог краљевства одржавала се дуги низ година све до револуције која је уништила Старо краљевство, али је традиција била снажнија. У Међуријечију Тигриса и Еуфрата појавила се култура чије династије можемо пратити само из случајних догађаја и месних ратова, само је Акадска монархија умела да управља целом земљом међуријечја.
Људска је моћ морала да призна божанску, што је постао основ за цео живот. Египат је имао краља и бога у једној личности и заруку среће што се огледало у извесном оптимизму код Египћана. У Месопотамији је владар само заступао Бога. Од Средњега краљевства је свако ко је заслужио имао право на посмртни живот. Ништа слично није постојало код Мезопотамаца, и на њих су чекали само бедни изгледи за вечност. Ни једни нису имали обичај да дугачко шире о уметничком делу својим дивљењима. Мезопотамски писар: „Било је лепо гледање”.
Египат реч је грчког порекла. Рељефно, карактеристична је одељеност а спој је био преко Суеског канала- превлаке, а такође река- Нил. Становништво је хамитског порекла а у IV миленијуму п. н. е. бележи се долазак становништва семитског порекла. Хамити су имали тотемизам а Семити су веровали у божанства у људском облику. Развојне фазе у уметности се углавном подударају са развојем историје и политичке историје Египћана. Позната је Манехтова подела на 30 династија. У III миленијуму фараон Нарамер ујединио је Египат- митски Менес сматра се за ујединитеља Египта- Горњег и Доњег Египта.
Старо краљевство (2650—1990. п. н. е.) III династија Џозер до VI династије градитељи су великих пирамида. Џозеров архитекта i био је Имхотеп и један од првих архитеката које је забележила историја.
Прелазно доба карактеришу унутрашњи немири и држава се распада на низ мањих покрајина. Учињене су реформе у религији и сви су добили право на погребне бенефиције. Ово доба је трајало до око 2000. године.
Средње краљевство (1991—1778. п. н. е.) од XI династије Ментухотеп до XIII династије, границе државе су поново проширене а нарочито за време XII династије. Власт фараона настоје ограничити свештеници.
Прелазно доба карактеришу поново унутрашњи немири и погодују инванзији Хиксоса око 1800. п. н. е. (појава коња) и они су владали северним Египтом.
Ново краљевство (1570—1085. п. н. е.) XVI династија Ахмосе до Рамзеса XX династије Египат постаје водећа сила на блиском истоку а против власти фараона се диже свештенство и за време једне унутрашње кризе Аменофис IV уводи сунчани монотеизам бога Атона и узима име Ахатон. Нефертити (1363—1345. п. н. е.)- жена је његовог брата а затим њена- позната скулптура са једним оком, архитекта и вајара Тутмоса - често ју је сликао и био је заљубљен у њу. После Аменофиса IV - Ехнатона Атоновог сина његова реформа је одбачена и на прво место је дошао Тутанкамон. Родбинске везе су често нејасне а нити значаји појединих фараона (сетити се брисања Нефертитис када је одбачена ) У XIX династији време Сетија I и Рамзеса III гробнице се праве у брдима и не граде се више велике пирамиде. Египат доживљава поново велики процват и нови политички успон. У XX династији у време Рамзеса III угрожавају га народ с мора — Либијци а око 1090. п. н. е. највећу моћ имао је Хитор.
Може се пратити развој уметности од монументалности и превелике озбиљности ка одређеним врстама реализма и доба када је човек научио у уметности да се осмехне и прави природне покрете.
Позно доба у којем се мењају у владавини либијске и нубијске династије до 671. године и Асурбанипала владара Асирије.
Сајско доба (663—525. п. н. е.) Псаметих I, оснивач последње XXVI самосталне династије- град Саис био је престоница.
Убрзо се почела развијати Персија. 525. Персијанци освајају Египат а 332. после кратког доба независности осваја је Александар Македонски и наследници његови Лаговци и епоха Птолемајоваца је трајала до Клеопатрине смрти 30 године када долази до превласти римске империје, после 395. н. е. византијске и 640. арапске када се завршава 300. година продора хришћанства у Египат.

### Егејска уметност
Егејска уметност простире се на подручју између Балканског полуострва и Мале Азије.
Критско- Микенска уметност ниче из преласка родовског система у робовласнички на малим острвима где се развија морепловство и бродоградња, звездарство и знања из математике и физике емпиријске природе. Појављује се размена и занати те долази до контаката са материјалним тековинама у којима човек постаје слободнији. Разлике нису јако наглашене и изражене и друштво тежи ка робовласничком систему.
Егејска култура се дели на три периода:
- Кикладска култура 3000-2000. п. н. е.
- Критско-Минојска култура 2000.1500 године п. н. е.
- Микенска култура 1500-1100. п. н. е.

Пошто нема великих разлика нема ни репрезентативне и монументалне уметности нити фиксне религиозне. Уметност је везана за човека и његове свакоденевне потребе.
Верује се у митове и бајке. Не постоји портретна уметност нити тежња за изразитим реализмом у сликарству и уметности. Не постоје индивидуалне уметничке творевине и уметност је анонимна. Писмо је тек недавно довољно проучено и протумачено. Неки од овде присутних елемената били су коришћени у времену кубизма.

### Стара Грчка
Грчка уметност се развијала на широком подручју које обухвата територије Мале Азије, егејска острва, јужни део апенинскога полуострва, Сицилију и Грчку. Грци су из истих разлога као и Микена развијали морепловство. Они организују и настањују се у малим полисима који постају стварне урбане целине у којима се развијала урбана култура. У ово време постоји само мали број градова. Све до почетка нашег века број градова се није нарочито повећавао и тада око првог века број градова се креће око 115. То су били сви познати градови тога времена. Касније се број градова нагло повећава.
Велики број робова радио је у производњи а грађани су имали времена да се посвете уметности или науци. Грци развијају рад који је самосталан везан за њихову средину и слободне становнике. Постојала је организована војска.
Одржавале су се вежбе и нарочита пажње је посвећивана проучавању људског тела. Проучава се и покрет у уметности. Могу да се разликују три епохе:
- Архајска Грчка- период који се може датирати у 5. век старе ере, у овај период можемо рачунати и дотадашњи развој на овом тлу. Прелаз ка класичној епоси траје десетак година.
- Класична Грчка може се рачунати да је почела В века п. н. е, када се шири утицај грчке културе далеко ван граница старе Грчке, али се и прихватају утицаји других култура и утицаји се испреплићу. Траје до 15. века и Александра Македонског.
- Хеленистичка Грчка у којој се утицаји Грчке још више повећавају, а јавља се нарочито прихватање традиција других култура. Ова периода траје до освајања Рима па и даље, док не потпадне под утицај римски и не трансформише се у византијску уметност на коју и сама делује и има велики утицај.

Грчки Богови су слични људима са људским особинама и они често силазе међу обичне људе и свет. Зевс је овде био нарочито агилан, те Богови силазећи у свет склапају и бракове и тако настају хероји и полубожанства. Богови живе на Олимпу близу људи, а од њих се разликују својом бесмртношћу.
Грчки уметник обликује своја дела на бази људског тела било у виду скулптуре или сликарског дела. Најмање се сачувало сликарство. Своје храмове претварају у најзначајније културне и привредне центре- претварали су их у неке врсте депоа и банака. Храмови су третирани као скулптуре и компоновани су по концепцији која се заснива на познавању живота. После пелопонеских ратова једно време вођство преузима Спарта потом Теба а затим поново преузима вођство Атина и то траје све до појаве Александра Македонског.

### Етрурска уметност
Претпоставља се да су Етрурци дошли из средње Европе. Порекло и није тако битно. Етрурци су народ који је претходио Римљанима и њихов се допринос осетио и у каснијим временима (мисли се на 9. век п. н. е.) Римљани су се са њима повезали и користили су њихове традиције. Симбиоза Етрураца и Римљана је извршена око 3. и 2. века п. н. е. Чињеница је да су Етрурци дошли у јак утицај са Грцима у 4. веку п. н. е. и да су Грци на њих учинили јак утицај. Етрурци су усвојили и грчко писмо али је језик остао неразјашњен. Најдужи етрурски натпис налази се у музеју у Загребу. Писаних података нема довољно и само нам о њима говоре археолошки подаци. Видимо да се налазе на прелазу између родовског и робовласничког поретка. Етрурци су били настањени у градовима. Уређење градова се формира на нарочито погодним местима- врши се избор места за град у зависности од плодности земље и формира се један врло сличан амбијент за град који се на нарочити начин оснива у некој врсти обреда и сматра се да је на тај начин и Рим основан повлачећи кардиналне правце и заокружујући простор у коме се формира град. Њихова гробља су била богата, постојао је култ мртвих и загробан живот, као и на истоку и то је садржајни утицај истока на етрурску уметност. Покушавају да имитирају природу. Појављује се много скулптура од печене земље.
Што се тиче времена етрурска уметност се може ограничити од 7. до 3. века п. н. е. односно до тренутка када почиње власт Рима. Права етрурска уметност “није ни постојала” и ради се о преузимању различитих утицаја првенствено из грчке уметности на ова подручја. Што се подручја тиче оно се ограничава на подручје које се сматра Етруријом а то је Тиренско море и реке Тибар и Арно и још неке блиске им области.

### Римска уметност
Римска уметност дала је мноштво уметничких дела, али није дала неке нарочите новине. Развијала се од Апенинског полуострва а затим се са римским освајањима проширила на цео Медитеран и цео “познати свет”. Ова уметност која је прешла Апенинско полуострво добила је одређене карактеристике и није имала онај облик који је био у самом Риму. Уметност у провинцијама је била разноврсна и повезана са аутохтоним искуствима.
И ако се рачуна да су Рим основали Ромул и Рем 773. година п. н. е. - права римска уметност се развијала и сеже од 2—1. века п. н. е. 510. године Римљани су се ослободили постигнута су права Римљана, а са друге стране појавили су се и занати и занатлије као робови који су дошли са различитих страна доносећи су собом и одређене традиције. У Риму је дошло до развоја уметности која је користила уметност ранијих епоха.
У раном периоду у времену Римске републике Римљанин је желео да има “оно што му је требало”. У овоме периоду видимо извесну демократизацију у уметности а јачањем и централизацијом ми видимо да долази до оријентације ка репрезентативности и репрезентативним облицима у уметности. У првој фази видимо више хуманости и већу слободу у уметничком стваралаштву. Под утицајем Етрураца запажамо више реалистичнији приступ а са утицајем хеленизма и у поређењу с њим запажамо да је римска уметност била нижа од грчке и није достигла ону фазу и племенитост и снагу која је у њој, Грчкој присутна и ако се и овде може видети да је дат живи реализам.
Што се тиче архитектуре у римској уметности појављује се једно другачије схватање простора и конструкције, за разлику од схватања храмова као пластике, појављује се схватање које не затвара већ покрива простор- и статичност јесте једна нова карактеристика. Базиликарни облик јесте такође карактеристика за римску архитектуру.

### Средњовековна уметност
До сада се радило о променама у оквиру једног истог схватања међутим сада се ради о промени самог тог схватања. То се дешавало у време појављивања хришћанства.
У време појављивања хришћанства ковитлао се ту зачарани круг који је разорно деловао као точак који се не може зауставити. Роб је био потпуно незаинтересован за рад. У време инвазије варварских племена ова велика држава се распала. Формира се феудални систем када је кмет имао више слобода. Од 5. века па све до 10. века доба натуралне привреде; произведе се – потроши се! Не постоје резерве и вишкови. Од 11. века појављују се вишкови у производњи, и у Европи се формирају градови и развијају се занати. Градови постају жаришта културе. Хришћанство је допринело образовању идеологије, па и естетике и слободнијег начина мишљења и схватања живота средњовековног света. Основне идеје које је донело хришћанство су биле опасне и стране робовласничком друштву. Скупови хришћана су у прво време били тајни, они су били прогањани и скривали су се и организовали у катакомбама. Хришћанство је имало извесних мањкавости- економско изједначавања се врши у производњи али не и у потрошњи, у расподели рад није имао удела. Други негативни моменат јесте што је та идеологија била пренета на религиозну основу. Хришћанство је почело да стагнира- веровати значи прихватити догме, и доказати догме али никако их не оповргавати.
Искључивањем рационалне контроле хришћанство је отишло ка схоластичком учењу- ово је крајње супротно са светом античким где су се развијала различита па и супротна мишљења. Бог је далеко и није тако близу као код Грка- хришћанство јесте крајње песимистичко. Приближити се Богу може се само одрицањима у овоме свету. Хришћанство је дуалистичка идеологија, Ахил; “више волим један дан у овом свету, него цео живот у подземљу”. У Античком свету постоји израз за добро и лепо уједно. Људска фигура је постала центар пажње у грчком свету. Све што постоји међу људима постоји и међу Боговима. На метопама не разликујемо Богове од људи и само неки од атрибута нам указују на то.
Хришћанство се опирало да се Бог представља (ни Алах се не представља). Оно је желело искључити антропоморфистичке представе али иако овај антропоморфизам јењава ипак остаје. Античка уметност није желела да се користи и изражава помоћу симбола док их је хришћанство користи у врло великој мери.
Још у 5. веку п. н. е. Агатакус тежећи да представи простор (Грчка) открио је неке законитости у перспективи, значи представљајући сценографију и то не само линеарне законитости већ и тоналне. Ово је користило- експлоатисало римско сликарство и представљали су се искривљене перспективе и искориштавале илузије представљања простора. “Простор је илузија простора” (Апологон Осциограф). За разлику, хришћанство се оријентише искључиво на религиозне теме. Уметници ранога хришћанства се одричу простора у сликарству. Но ово није новина и можда (мисли се, свако мишљење збиља утиче) је филозофија утицала на специфична схватања. Тако се код Плотина могу пратити такове идеје које се могу видети код грчких идеалиста, код Платона где стварајући илузију простора сматра се да уметник у ствари користи лаж и служи се неистинама и да он напротив треба да тежи истинитости. Платон износи да је перспектива обмана и пун је хвале према египатској уметности јер се овде облици не деформишу перспективом. Ове мисли су нарочито развијене код Плотина. У египатском сликарству се појављује изокефалија.
Подела Римског царства био је 395. године и тада се римске империја поделила на источну и западну. 476. смрт је последњег римског владара. Не постоје оштре границе и тачни подаци- хронолошки распони у уметности.
У 6. веку манастири постају носиоци културних догађања у западној Европи, преписивања рукописа и украшавања биће један од задатака свештенства и у томе су били нарочито вредни свештеници из реда Бенедиктинскога. Повољан утицај Карла Великог и његових наследника огледао се у илуминаторству, његово јеванђелије названо и по Готескалу (свештенику који је израдио јеванђелије) требало је да подсећа на крштење Пипиново, а позната су и друга јеванђелија и рукописи и ако не знамо увек за кога су израђени, две Библије су рађене за Карла Ћелавог, Крштење Пипиново у Риму било је 781. Царство Карла Великог није било дугог века и после његове смрти подељено је на три дела- распарчано. Након владавине последњих римских великих царева и упада Германа Острогота Визигота и Лангобарда као и Одокара Меровинга и Каролинга и после извесног цветања у Француској тежиште догађања се помера и златни век Отонске уметности почиње мало пре краја владавине Отона Великог (936—973) за време Отона II и Отона III и не преживљава смрт Хенрија III када јењава. Венчања младог Отона II са византијском принцезом (972.) није без утицаја на уметност и сликарство. Каролиншка и отонска уметност имају своје територијално и хронолошки одређене домете. Можемо утврдити већ појаву разноврсних стилова. Романска уметност јавља се свуда по западу. Нетачно “Романско сликарство”, али израз се користи и одомаћен је за сликарство које настаје после каролиншког и отонског. Могу се разликовати и извесне области као Француска, Шпанија, Италија, Немачка са Аустријом и Швајцарска, Скандинавске земље, где се наравно границе и утицаји не поклапају, а стилови су разноврснији него технике. На овај начин је заокружена једна “више мање целина” у историји уметности те наредни део треба на неки начин- односно може се на неки начин одвојити и тако боље схватити зависности ове целине.

### Византијска уметност
У античком свету верско поштовање божанстава изражавало се у првом реду статуом- Култном статуом од камена која се постављала у храм. Према њој су се израђивале и мале култне статуице у бронзи или и теракоти које су се постављале и у нише у собама. Када се у касној Антици развијала једна сложенија представа о божанству статуа је постепено из плитког рељефа прелазила у слику. Хришћанство је под утицајем друге Божије заповести противило се представљању Бога- фанатични Епифимије је раздерао свети лик насликан на једној завеси изражавајући тиме своје противљење ономе што је сматрао за идолопоклонство. Овде је интересантно и то што је икона у почетку била слика и није направљена на дрвету што значи да се икона у почетку није везивала за неки материјал и технику. Она је ипак била преносна а то да се иконом сматра слика која је израђена на дрвету и преносна је јесте отуда што се вероватно, услед великог броја оваквих радова који су тако израђени појављује.
Оне области које су биле удаљеније од Византије су биле наклоњене хришћанству а оне друге Античком свету и схватању. Утицај Антике је био снажан у почетку и био је зависан од појединих епоха. У доба Палеолога (1261—1453) утицај антике је био снажан и у Цариграду су нашли уточиште грчки сликари, а уметност која је из Цариграда продирала названа је “ manira greaci”. У Византијској уметности фигура изражава једну религиозну тему у чијој се основи налази религиозна идеја. Људска фигура је доминантна и несразмерно увећана. Византијски уметник тежи да елементе које види декомпонује и да их рекомпозицијом подреди композицији не стварности и законима природним већ законима саме слике. Уметник Византије се користи ортогоналном композицијом. Присутна је и инверзна перспектива у којој видимо законе перспективе примењене на један другачији начин да би се искористили за постављање и указивање на приказивање идејнога центра догађаја и овај се користи композиционо. Светлост и сенка не расипа се на начин који одговара стварности и простору су намерно дата одређена иреална својства. Ова се уметност не занима за тело које увек нестаје под богатим наборима тканине, и осећа се присутност аскетског и бестелесног, а када треба приказивати наго тело осећа се схематизација која се из деценије у деценију понавља и са истим грешкама које су једном учињене. Нарочита пажња се поклања глави и очима- очи су прозори душе. Ова уметност постаје средство помоћу кога се уводи мисао из света реалног у свет спиритуални. Ту се развија сликарство и као фреска и као мозаик а познато је и раширено и књижно сликарство. Скулптура је на овој територији била занемарена, и нарочито због тога јер се појављивао страх још из времена када се хришћанство борило против идола из времена када се хришћанство борило да не дође на ниво идола против ког се борило; “ не прави себи ни лика ни кипа” гласи заповед Божја и отпор према скулптури утицао је да се она није развила. У Византијској уметности се постепено фиксирају техника па чак и места на којима се постављају поједини ликови, за Христа је резервисана купола а у четири куполе или ступа смештају се Јеванђелисти, исто као што и у погледу оријентације постоји принцип, и олтар и гроб Христа и највеће светиња и исто оно место одакле ће се вршити суд- олтар резервисан је за највеће светиње и причешће оријентисан је увек према истоку и ту се налазе оптимистичке теме а на западној страни су теме које су песимистичке као смрт Богородице или пак ово се може налазити и на северу где нема сунца, ту се налази и Христос на распелу.
Године 323. Константин Велики одлучио је да престоницу Римског царства пресели у Византију у Константинопољ и на овај начин призна велику важност овог дела римске империје. Признавање хришћанства као државне вере имало је велики значај у Константиновом времену. Ниједна од хришћанских базилика није сачувана у првобитном облику али је основа највеће Константинова црква Св. Петра у Риму и њена основа добро позната (отпочета је 333. г.). Источно римско царство преживело је нападе и под Јустинијаном (527—726) поново је доживело стабилност а по иронији судбине највеће дело ове уметности из најранијих времена настало је на тлу Источног Царства у ствари у Равени (Сен Витале у Равени завршене у 537. год.) где је било последње упориште Западног царства, западно оријентисаног Јустинијана који је скоро успео да обједини римску империју.

### Романичка уметност
У раном средњем веку Европа је представљала већи број феуда. Производња је била на ниском степену развоја и није било вишкова- потрошило се све што се произвело и није постојала потреба за трговином. У прероманици и романици јављају се школе које су имале своје особености и своје карактеристичне боје и развијале су се у оквиру свештеничких редова по манастирима те ако постоји у уметности и профана компонента она је у односу на сакралну незнатна. У свом општем концепту уметност је интернационална и има свеобухватни карактер а настала је и развијала се из античке традиције чији су елементи прерађени и трансформисани и упијени. Традиција варварских, германских и словенских племена утицала је на уметност. Германи су били традиционални мајстори и уметници у обради метала. У јужним областима (Италија) може се пратити утицај Византије, постоје радионице које искључиво раде на “византијски начин” као и радионице које су сликале на грчки начин “pictores greaci”. За рани средњи век јесте карактеристично да има исто тако развијено сликарство као и скулптуру, и за разлику од Византије где је скулптура била врло мало развијена и прихватана. Уметник раног средњег века представља мотиве птица или вегетативне мотиве који су развијени и распрострањени и упрошћени и јављају се мотиви лука или завојнице, дакле геометријски мотиви или стилизовани архитектонски елементи. На нашој обали развијају се мотиви који припадају овом мишљењу и схватању у уметности ове епохе. Стрибовски је дао једну расправу у којој тврди да су Хрвати пренели своје знање у обликовању дрвета на камен и тако утицали на развој ове уметности код нас на уметност која се појавила на обали но ова теорија иако јако ласкава за нас није довољно аргументована и романтична је. Симболика средњег века тешко је схватљива. Византија остала је верна овом концепту, у западу сликарство се трудило да поучи као и да упути оне неписмене и на овај начин да комплетирају Библију за сиромашне и да их придобије и поучи. Мајстори невешто преносе људску фигуру, и ако се јавља жеља за савлађивањем облика људског тела. У хришћанству се појављује песимистичко виђење стварности и апокалиптична визија је одрешена за хиљадугодишњицу- “тада ће страшни суд”... и после је помакнут страшни суд на годину 1070. - те се то стално па и данас помиче.
Грубо се могу разликовати две групе, једна група у којој су облици тврђи на северу и на југу група у којој су облици мекани и осећа се далеки утицај антике.
У прероманици се пластика сасвим мало издваја из равни, а у романици су за скулптуру резервисани капител, довратници па и фриз... тако да скулптурални облик све више буја и то је процес који ће се све више развијати и перманентно успостављати и према готици да би се задржавао протекторат архитектуре којега ће се ослободити тек у ренесанси. Архитектура је предложила скулптуру и одредила места на којима ће она моћи да се прихвати и изрази, она одређује које ће се површине скулптурално обрадити. Људски “страх од празног простора” овде је нашао израз у рељефима и скулптури и човек се труди да испуни овај “празни простор”. Површине се натрпавају детаљима и облицима; човек ту настоји да испуни простор.
Антички уметник се инспирише природом и преноси дословно или са извесним стилизацијама а служи се и илузионистичким ефектима које заснива непознавању перспективе и скраћења у простору.
Средњовековни уметник полази од идеје и тражи у природи оно што би му помогло и послужило не интересујући се за законе у природи, већ га интересује логика слике и законе у природи јој подређује. Људска фигура нема улогу да фасцинира посматрача већ је дата сведено и у оној мери доречено да би слика била разумљива. Пропорцијски су већи и по хијерархији важности дати су ликови, па и прст који показује јесте већи и пажња треба да буде увучена у језгро догађања. Сликарство се развијало као зидно сликарство или као фреска а ређе као мозаик, а присутно је и књижно осликавање и икона као и таписерије. Не постоје велики културни центри.
У западном свету градови се формирају од 11. века до 12. века. У архитектури а нарочито у сакралној нису се дешавале значајне промене које би се могле кратко карактерисати у прероманско доба, када можемо утврдити одређену само кратку стагнацију и само наизглед варварско прекидање да би прешли од ранохришћанске базилике ка једном новом типу храма којег карактерише углавном метрум и модул тако да и дужина базилике и ширина њена стоје у сразмери па уколико можемо тврдити да се византијски сакрални објект може утврдити динамичност, хуманост тада том у романској архитектури можемо додати и метрум и модул па и промишљеност у конструкцији и ако о томе више можемо рећи у доба готике. За романику је карактеристичан округли лук и ту је елеменат који може да служи за одређивање, за разлику од готског лука који има друге облике.

### Готичка уметност
Током 9. века и 11. века врши се урбанизација и стварају се градови и насеља у Европи. Уметност из манастира прелази у градове. Млади занатлијски сталеж иде за тим да уметност доведе у реалне оквире. Уметност се све више хуманизује. Тема се мења. Била је везана за религију и за мистичне списе и имала је задатак да вернике држи у покорности а мотив страшнога суда често се понавља и сусреће. У готици се тема страшног суда такође јавља али су распрострањене и друге и оптимистичкије теме. Јављају се теме које у себи носе и поетичније квалитете. Богородица постаје насмешена и све више кокетна. То су теме које оплемењују уметност. У доба готике уметност се подједнако развијала и као скулптура и као сликарство. Тражио се “Ode et clatitas”, ред и чистоћа у уметности. У доба готике претрпани тимпанони се сређују и јављају се геометријске форме и на порталу се формирају више разрађених зона. Рељеф се извлачи из равни зида али задржава оквир архитектуре и од њеног се утицаја биће ослобођена тек у доба ренесансе када је настало засебно скулпторско дело.
Готика је уништила велике зидне површине које су биле погодне за осликавање. Скелетна готска конструкција је уништила зидне слике и нема више могућности да се развијају али су ову функцију прихватили отвори и прозори који се овде налазе и омогућавају једну нову технику сликања на стаклу- витраж. Сликарство готике не уме да реализује дубину слике. Јављају се и теоретичари (Витилио) који се баве проблемом простора на слици и перспективом и који су утицали на сликаре и сматра се да су инспирисали Ђота и уметнике његовога времена. Ђото чији је учитељ био Чимабуе вратио је сликарству просторне илузије- повратак реалнога сликарскога простора може да се прати од Ђота. Уметници истом бојом добијају сенку и познају згуснуту и разређену боју. Витраж је једна племенита техника која се развијала у готици, стакло се везује у већим и мањим површинама и гради слику. То су сликарске композиције у великим димензијама. Структура слике је дводимензионалног значи плошног карактера. Доминирају боје црвена и плава, модре и жуте боје. Контуре се развијају и формирају се оловом. Касније се јављају и другачији приступи у фази декаденције, композиције су мање, смањују се стаклене површине, јавља се додавање сенки на витроима и техника где се само средина обрађује у витражу.

### Ренесанса
Једно ново кретање у развоју људске културе је у времену ренесансе. Човек је променио начин живота. У градовима долази до концентрације производње што изазива поларизацију у грађанском слоју. Долази до осиромашавања једног броја грађанства и занатлија и оснива се трговина која разбија границе феуда и држава. У рукама појединих грађана се концентрише капитал чиме су створени услови за развој грађанског друштва. Појављује се борба за освајање тржишта, за савлађивање појмова у науци, и ово доводи до сумње у цркву и религиозно схватање света. У религиозни оквир је немогуће ставити нове појмове и сазнања о животу. Црква полако добија грађанске облике. Унутар цркве (15. и 16. век) долази до сукоба. Човек се окреће према себи и почиње да ужива у животу. Јављају се хуманистичка схватања. Човек је заинтересован за личност и индивидуалитет и не жели и не тражи да схематизује и појављује се портрет у уметности. Јавља се меценат и процес меценарства и уметник се појављује на дворовима и од уметника се тражи да ради за профане мецене, и уметници ће послужити циљевима одређених породица.
Реализам из доба ренесансе није произашао из обнављања античке уметности већ из потребе да се задовоље потребе човека и могућности да се користе тековине античке уметности. Свестрани уметници ренесансе били су Микеланђело Буонароти.Леонардо и Рафаело.
Скулптура не само да носи многе облике хуманизма већ се јавља одвојено од архитектуре и представља самостално уметничко дело. Са Брунулескијем зграда није савладала човека већ је први пут човек пропорцијом долазио до закона и простора применом математике и надовезујући на метрику и модул романике долазио до законитости за разлику од случајности у романском простору.
Сликари препорода решавају све више проблеме дубине простора, и осећа се систематски пут који све више води ка тражењу треће димензије у простору. Још увек преовлађује слика у темпери. То је сликарство још увек религиозне садржине. Касније 30—40-их година 15. века појављује се техника сликања уљаним бојама коју је један млади сликар из Италије пренео из Холандије где је она била позната. У првом периоду тежи се ка волумену који је био постављен моделовањем и сенчењем да би се добио утисак простора. Касније сликар оставља моделовање да би се прешло на пиктурално решавање волумена. Слике имају монументални карактер. Касније ће се развијати сликарство и у мањим димензијама али са разрађеним финим тоновима. Светитељи и Божанства се крећу у савременим просторима а касније се губи и ореол и стиче се утисак да су то живи људи. Видимо сликари сликају и познате личности а неретко међу њих стављају и свој портрет, то је освртање на себе самога и свест о сопственој вредности. Неки сликари су се временом потпуно еманциповали од религиозне тематике.

### Барок
Барок- балука – значи перла, све је богато и китњасто треба да се потврди моћ цркве и њен сијај. Барокне композиције су великих размера. Јавља се велики број материјала. Барок се формирао од теме која нагони човека на размишљање, и оне које је требало човека да дирну и да га нагоне на размишљање о потреби вере, црква се свим средствима трудила да задржи свој положај који је имала. Барок је примењивао све оно што је било већ пронађено. Развијао је односе светлости и сенке и тежио да развије драматику и патетику која се потенцирала снажном гестикулацијом и динамиком покрета и за разлику од статичне и смирене ренесансе. Појављују се сложене композиције и неретко се употребљава и дијагонална композиција слике.
Барок у профаном смислу нашао је места у дворовима и резиденцијама краљева.

### Маниризам
Маниризам са свим својим карактеристикама као правац и смер којим историчари одређују дела са секундарним значењем и својом виртуозно глатком обрађеном површином, немирним третманом светлости и сенке и повезан путем хладне суздржљивости са нагласцима на тканини у портретној уметности представљају уметници у Фиренци, Риму и Парми, правац је изразито интелектуалне природе, супротан је концепцијама ренесансе и чињеница је да су му припадали и велики сликари од великог значаја за развој уметности-у Шпанији Ел Греко. Облик се интелектуалним поступком филтрира и елиминише директну опсервацију и перцепцију.
Овакво схватање које произилази из маниристичког концепта склоно је венецијанском и њиховом спиритуалистичком схватању и ово се супротставља барокном схватању које је дириговано од стране Ватикана и у који полазећи ипак од природе иде све до барокних натуралистичких композиција и коме доприноси развоју грађевинарство и декадентни вид форме да би се изазвала реакција грађанства на веру, јавља се Лутерова револуција и ватиканска компонента која има барокни карактер иако прихваћена али није наилазила увек на плодно тло у свим крајевима а нарочито не у Француској и Холандији.

### Класицизам
Чињеница је да се од 18. века могло очекивати једно револуционарно време и француска је буржоазија била у свом прогресивном кретању, видимо како она има своје друштвене политичке циљеве и мишљење које је као и мишљење античке идеологије пружало грађанству слободе. Целокупна уметност и римска и грчка постала је идеал уметности буржоазије. “Лепота се не налази у природи већ су је створили Грци”. Требало је да уметници задовоље тежњу буржоазије у античком, римском и грчком свету. Такове се идеје распростиру по целој Европи. Русо говори о повезивању економском и културном на западу. Маркс је указао да је то уметност у којој измиче оно што је битно у уметности- живот. Тек савремена кретања потпуно рашчишћавају схватања класицизма. Рађа се и једно новије схватања- романтизам (траје до средине 19. века). Романтизам који траје и после средине 19. века али не као владајуће схватање замењује реализам, који је произишао из кретања у Европи у времену када се човек окреће стварности и на реалистички начин посматра живот око себе и негде 70-их година после пропасти париске комуне сликари више немају потпору идејнога карактера и реализам се сем у Русији где траје још до краја 19. века, повлачи и замењује се импресионизмом, као један посебан облик када се уметник не задовољава да фиксира облике већ ће да фиксира светло а овоме је допринео и развој науке са проучавањем светла и боје. Импресионизам не издржава виче од једне генерације и ми видимо како водеће схватање бива мењано и долази до читавог низа схватања; фовизма, кубизма, надреализма и све до оп-арта и хепенинга.
Уметност класицизма се манифестује у скулптури и сликарству а нарочито у једној ропској имитацији облика у грчкој код скулптуре. Надаље ћемо се задржати углавном на једном центру- Паризу где се стварају нова схватања а и одумиру. У Француској револуција је ликвидирала монархију, одбацује се оно што је одражавало апсолутистички дух и аристократска схватања. Уметност се демократизује и опет се узори траже у баштини антике у њеном исконски људском духу и формално се одликује као израз обележен називом класицизам. Идеал класицизма према Жак-Луј Давиду је пред очима. У његовим делима доминира чист и сигуран цртеж и ликови су распоређени као на римским рељефима но колорит је хладан и без сјаја- класицизам је дао још једног уметника Антоине-Жан Гроса недостижног цртача и Жан Огист Доминик Енгра, ствараоца мајсторских портрета. Но класицизам је као школа јалово замро. Као одлучна опозиција против “грекоманије” класициста наступа са својим тезама о слободи романтизам.

### Романтизам
Као израз обједињавања буржоазије јавља се национализам. Корени националног буђења сежу у средњи век и јављају се покрети који указују на везу у средњем веку. Истиче се моменат значаја буржоазије и њеног стремљења за слободом и као супротно кретању у класицизму када се не даје значај пластици, пропорцији и чистоти обраде, већ у једној динамици кретањима и контрастима боја. Читав се низ уметника изражава на овај начин. Против стерилног класицизма у својој драматичној композицији “Бродоломци фрегате Медуза” (1819) први се појављује Теодор Жерико а предводник овог покрета остаје Ежен Делакроа који у патетичном замаху оживљава узбудљиве мотиве из Алжира и Марока. Изгубивши свој револуционарни карактер романтизам завршава у празној театралистици илустратора историјских тема.
Овом добу припада уметник посебних квалитета- то је свакако Гоја (1746—1828). Гоја антиципира реализам који ће се средином 19. века појавити на западу и касније у Русији.

### Реализам
Реализам је у Европи био изазван свеукупним збивањима 30—40–их година 19. века. То је период који је био крцат супротностима у коме су револуције (1830) и у коме је била Париска комуна (1871) У томе је периоду револуција изискивала ангажовану снагу. Социјалисти су своје представнике имали још у 17. веку (Овен и Фурије) али су их стварно добили у току 19. века – Маркса и Енгелса. Већ 1847. настаје “Беда филозофије”. У таквој клими романтизам који је тражио ангажовање на другој страни потиснут је реализмом. У литератури је Балзак, Зола и Стендал. 40-их година свој поход почиње реализам и траје све док га не смени савремена уметност.
Гистав Курбе- револуционар и социјалиста, учесник париске комуне, био је речит и његова је речитост била драгоцена. У својим првим је манифестацијама реализам наилазио на значајан отпор. 1855. године Курбе је издао свој манифест. Курбе је тражио инспирацију на делима холандских и шпанских уметника. Он је против школа и с разлогом је био против њих и хтео је елиминисати академизирање у сликарству. Насупрот романтичарима и неокласицистима уметници реализма су уметност схватали као савремену. Романтичари битну улогу придају машти, док је улога маште код неокласициста ограничена на одређена подручја. Неокласицизам је имао чврсте поставке о лепоти. Винкелман, “лепота је једна остварена у античком свету”. Насупрот овоме реалисти сматрају да је лепота у природи. У Европи реализам није унео много промена- оно што је ново јесте став уметника уколико је он био ангажован. Курбе је био ангажован и код њега се реализам појављује као врховни принцип који је остварен на темељу студија природе. Још у пуном јеку романтизма под утицајем енглеских пејзажиста формира се група млађих сликара уметника који у Барбизону код Фонтенблоу формирају 1830. уметничку колонију која је посвећена сликању пејзажа и код њих тек наслућујемо реализам.Жан Батист Коро остварује поетизирани пејзаж. Оноре Домије објављује карикатуре против краља и због њих проводи 6 месеци у затвору као и Жан-Франсоа Мије и он тежи ка реализму. Уметник тежи да изрази адекватну боју коју види у природи. Уметници се држе класичних пропорција људског тела све до тога времена и о новим елементима можемо говорити тек од праваца који су настали почетком 20. века.
Руски реализам 19. века био је другачије изражен. Русије је у 19. веку почела да улази у капиталистички систем односа. У 5.-тој деценији поред многих кружока у Петровграду постоји и кружок Петрашевског- њему је припадао и Достојевски, Чернишевски и Доброљубов који су поставили темеље естетике реализма у Русији. Уметност има оправдање само ако постане уџбеник живота. Руски су уметници да би делали кроз своја дела обраћали пажњу на тему и они су инсистирали на нарацији и такав се реализам зове критички. Русија улази у уметност са одушевљењем социјалистички реализам није отишао даље од схватања 19. века.

### Импресионизам
То је први од праваца који реагује против академских праваца у уметности. Настао је у другој половини (70-их година) 19. века. Изражен је првенствено у сликарству. Оптичка сензација светла дефинише се на површини и предност даје једном елементу- светлу. Пленеристи, уметници који су оставили свој атеље и изашли у пленер да би тежиште својих интересовања усмерили на атмосферу, јутарње измаглице, магле и хватајући те ефекте они су утрли пут према импресионизму. И холандски су се старији мајстори бавили атмосфером али ту је атмосфера постојала као равноправни елеменат коме није дат приоритетни значај у слици.
Величина скандала који је изазвала Манеова Олимпија доказ је да са Манеом почиње нешто ново ниједан сликар није успео да створи такву забуну и није се толико удаљио од својих претходника Олимпија није никаква богиња већ је лепа и допадљива слика. Сликари које ће 1874. назвати импресионистима још увек траже себе у времену када се бура око Олимпије није ни стишала и наилази на подсмех публике. Те године Моне слика своју чувену слику Лука у Хавру у јутарњој измаглици коју ће приказати на изложби те године 1874. –те на првој изложби групе код Надара у Паризу и чији је наслов Импресија, Сунце се рађа навести једног критичара (Шариварија) да ауторе слика назове импресионистима.
Импресионизам је био изазван неколицином чинилаца. Уметност ренесансе је исцрпела оно што је могла дати и из тога се концепта није могло ништа више учинити. Други је елеменат појава фотографије 1839. Луј Дагер је примењивао своју дагеротипију да би се развијало врло брзо и у 20. веку већ је позната фотографија у боји. Уметничко дело престало је да конкурише такмацу без премца и оно почиње заокрет ка одвајању и ово одвајање може да се прати кроз касније “изме”. И најзад чињеница је да је у оптици дефинисана светлост различитих таласних дужина и извршена спектрална анализа; црвена наранџаста, жута, зелена, плава и љубичаста- светлост различитих таласних дужина. Користећи се помоћу принципа познавања боја спектра уметници су дошли до закључка да се боље могу изразити помоћу боје него помоћу „небоја“ беле и црне. Ових 6 боја могу се свести на три основне боје. Импресионисти су компоновали боје по принципу комплементарности боја, све до појаве великана који су то чинили помоћу суседства боја. Принцип комплементарних боја користили су не само импресионисти већ и фовисти. За импресионисте не постоји сенка која нема светло и црна боја не постоји у платну, сенка се дефинише чистим бојама. Импресионизам полази од етапе у којој се траже мотиви који су богати светлосним ефектима (рани Мане, Моне). Но после се импресионисти служе техником виргилизма да би у својој завршној фази прешли на лаке додире четкицом и поинтилизам. Импресионисте не занима предмет сам по себи, већ светлост и светлост независна од фундаменталне боје предмета те је независна и текстура ткива материјала. Импресионизам се занима за светлост која предмет обавија и облик се повезује са атмосфером и елиминише цртеж из слике и тиме и оштре контуре детаља. Код реализма постоји светлост и сенка која је на предмету, међутим код импресиониста се и сенка сматра светлом. Дешава се да су и први и н-ти план дати једнаким интензитетом а задржава се чистота облика и пропорција.
Импресионизам је расточио цртеж- цртеж је нестао и импресионизам тражећи сензацију за очи је – изгубио главу. Неки сликари су прошли кроз фазу импресионизма.

### Фовизам
На преласку из 19. века у 20. век јавља се нови правац у сликарству. После 11 година дело Винсент ван Гога било је право откровење за сликаре. Анри Матис; “ценим Ван Гога више него свога оца”. Око Матиса окупљају се сликари који изражавају свој протест у односу на импресионизам. Као реакција на импресионизам јавља се фовизам који настаје у широком плану Матис, Морис Вламенк, Андре Дерен, Раул Дифи и други (Берта Ваил). Фовизам се супротставио аналитичкој расутости облика код импресионизама и поставља велике бојене површине. Елиминисана је дубина простора и слика је добила дводимензионални карактер. Такав пример имамо код египатског сликарства- египатске фреске. На изложбама су фовисти били груписани као засебна сензација.
Назив групе настао је слично као и код импресиониста када се један критичар о ситној пластици која је била изложена на изложби на Јесењем Салону уметности у Паризу 1905. године у средини сале где су висили слике будућих фовиста, изразио као о Донателу међу животињама – "les fauves". Фовизам у ширем смислу речи спада у експресионизам.

### Експресионизам
У 19. веку Немачка је преживљавала своје етапе доста конзервативно. У Немачкој је постојао реализам са утицајем Гистав Курбеа а и импресионизам је имао свога представника у тој затвореној средини. Око часописа Југенд формирао се Југендстил. Французи су га назвали "Lar Nuovo" (нова уметност) израз је свесног настојања ка модернизму. У Дрездену је формирана група “Мост“ у ту групу су се укључили Емил Нолде, Ернст Кирхнер и Карл Шмит Ротлуф. Ови уметници су запазили изложбу црначке уметности. То је био тренутак када се руше класичне вредности класичног апсолута. Валоризују се све вредности које су антикласичне, то је прекретница у уметности од изванредног значаја. Поред ове групе уметника уметница Паула Модерсон- Бекер која је упознавши дела Гога и Пол Гогена добила потврду да је на правом путу и усвојила је поступак који је између експресионизма и фовизма и прешла пут независно се формирајући. Сарадња Франц Марка и Василија Кандинског на књизи и налазе се у групи “Die Blaue Reiter”, и тој групи прилази и Швајцарац Паул Кле.
Све ово се слило у правац који нам је познат под именом експресионизам. Кубоекспресионизам је правац који је сједињавао ова два правца.

### Кубизам
Незадовољни стањем у уметности и истичући потребу за редом реагујући против фовиста кубисти подржавају потребу увођења волумена у слику. Кубизам се дубоко инспирише делима Пол Сезана. Анализира се облик и геометризује се да би се рекомпозицијом поново успоставио. Облик се анализира са виђењем из више страна, кубизам пушта да се очна тачка креће и анализира облик у различитим изгледима. На тај се начин кубизам супротставља сталној очној тачки посматрања предмета односно мотива. Светло нема реална својства и оно се полаже по површинама и светло зрачи из слике. Од 1917. боја је поново јака. Не жели се створити илузија простора. Слика почиње да живи сопственим животом. Већ је импресионизам почео да руши принципе по којој се стварност не може деформисати. Кубизам је добио има према слици Жоржа Брака и једном пејзажу један критичар у подсмевању у часопису а 14. окт. 1908. говори о кубушчићима. Кубисти су пронашли и нови технички поступак колаж којим се могу постизати одређени ефекти. Аплицирана слова су имала искључиво декоративни карактер.
1909.- 1912. стил се тачно формирао и ту можемо говорити о аналитичком кубизму. Сликар посматра предмет из две или више тачака. Код неких слика се предмет разбија на мале одломке који ритмизирају површину и у даљој фази од апстрактног поново долазе до предмета и тако настаје синтетички кубизам у тежњи за конкретним јавља се стварно улепљивање предмета комадића новина или поклопчића од шибица у слике те се добија и квалитетне просторне пластичне колоритне структуре (употреба песка или тапета).
1911. изложба кубиста у „Салону независних“ у којој је учествовао Робер Делоне, Фернан Леже, Хуан Грис, Жорж Брак, Пабло Пикасо и др. издају манифест пуризма и "Apres le Cubisme". Прве реакције на монохроматску композицију кубизма јесте Орфизам Робер Делонеа он је настојао да у својим дисковима боје покрене елементе и успостави “космичко кружење” боје. Овај правац паралелан је покушајима Кандилског у Минхену.

### Футуризам
Футуризам је као новину увео кретање у слику и то је поступак близак кубизму и развијао се првенствено у Италији. Кретање се изазива тако што се фиксира узастопни положај у покрету. У уметности се покушава укључити елеменат времена, он тежи да постане елеменат и утисак динамичке сензације. Футуризам иако правац који је карактеристичан за Италију има свој манифест у Паризу 1909. у редакцији песника Маринетија. Годину дана касније излази манифест футуризма са потписима Умберта Боћониа, Карла Кара, и др. Футуристи желе да прикажу савремени свет и да уздрмају средину која је оптерећена традицијама, и док с једне стране поштујући натуралистички дух и схему (Слика: „Пас на ланцу“ Ђакомо Бала) то не чине ни Марсел Дишан а ни Жак Вијон а Ђорђо де Кирико види „узбудљиву везу између перспективе и метафизике“.

### Надреализам
Реакције против импресионизма око 1890. манифестују се у готово свим атељеима. Слика се схвата као производ духа у делима Пол Сезана, Жорж Сераа, Винсент ван Гога, Пол Гогена и Едгар Дегаа као и Тулуз-Лотрека. Ђорђо де Кирико (рођ. 1988) јесте у ствари уметник који је показао пут надреализму- суреализму. У њега предмети добијају посебан карактер из снова, пејзажи далеких хоризонта имају паралеле које се никада не секу и време је вероватно заустављено а ако и на сату показује да је два сата постоје дуге вечерње сенке које то не казују, уместо људи шетају манекени који су састављени од геометријских облика и елемената и човек је постао механички робот којим владају ствари.
Најзначајнији суреалиста је свакако Макс Ернст артиљерац са једне стране усека фронта француског- немачког рата и пешак Паул Елард песник, срели су се у Паризу после рата и спријатељили се и њим а заједничка им је мржња према рату и заједно се срећу у покрету дада, које је настало у неутралној земљи Швајцарској на иницијативу песника румунског порекла Тристана Тзаре, тако што су песме настале извлачењем слова из шешира, тако је Курт Швитерс (1887—1948) своје дадаистичке слике правио скупљајући и слепљивајући налепнице, вињете, новинске исечке или планове а Марсел Дишан (рођ. 1887) сматрао је да уз репродукцију Мона Лизе која је толико поштована треба додати барем брк да би утисак ове насмешене лепотице био сада тако комплетан. Сликар Шпанског порекла Франсис Пикабија (1879—1953) сликао је стројеве који нису служили ничему. Макс Ернст је дао сликарству цео ред нових техника- једна од њих је и колаж који је стварао из старих ксилографисаних слика стварао нове целине и фантастичне приказе. Метода фротаж јесте искориштавање структуре (стави се хартија на подлогу са структуром и пређе меканом оловком). И ове фротаже је Ернст преузео и у уљано сликарство. Поред Макса Ернста у овај правац спадају и два сликара Шпанског порекла то су Салвадор Дали и Хуан Миро. Дали (рођ. 1904) искориштава једну изванредну технику сликања, реалистичку и илузионистичку али са мотивима који у најмању руку својим несмислом фрапирају, формом Дали се приближио фотографији у боји и хиперреализму, док на другој страни Хуан Миро (рођ. 1893) је утврдио да боја и облик сам има свој емотивни и исто такав набој као код фантастичних слика. Слика са једноставношћу којом сликају деца и увек је остао доследан овом свом начину изражавања.
Суреализам је око 1930. година био толико атрактиван правац да је у њега увршћено и оно што је сликао Пабло Пикасо. Истина и он је сликао једно време оваквим начином са великом слободом фантазије за разлику од Француза Жорж Брака који је остао на линији кубизма.
Ако за Салвадор Далија можемо да кажемо да је изразити рекламер који нема поетичности и снагу Марк Шагала (рођ. 1887. у Витебску) свакако јесте његова супротност. Свој први долазак у Париз доносећи успомене из детињства, ту први пут лете људи изнад Паризких кровова, у то време интереса за симболизам Марк Шагал није морао ништа да мења својим доласком у Париз иако је близина Пабла Пикаса и Гијом Аполинера утицала на њега да би појаснио нека питања и принципе савременог сликарства. Вративши се у Русију бива поново несхваћен. Ауторитативни наступи конструктивиста принудили су га да остави Русију и врати се у Париз, дао је оставку на вођење уметничке академије у Вајтебску. Враћа се сећањима и чини се као да би желео да поново доживи оно што је преживео. Да би евоцирао сећања супротставља се законима теже.
Шагалова уметност спаја нас са појмом “леве уметности” које је репрезентована са конструктивизмом. Уметници Казимир Маљевич, Владимир Татљин, браћа Певзнер Антоан Певзнер и његов брат Наум Габо, Ел Лисицки, Василиј Кандински сматрани су често као зачетници апстрактног сликарства а нарочито на западу. Многи од њих учесници су постоктобарских догађаја. Присутна је и тежња да се уметност Василиј Кандинског (1866—1944) сврста у конструктивистичку уметност “ са одређеним оградама”.
Иако се нећемо сложити где се налазио “светионик сликарства” у 19. веку у време сликарског реализма и предвижника, сложићемо се да је руска уметност утицала на светску “са одређеним оградама”. Истина да је као и у париској школи тако и у америчком сликарству налазимо на цео ред сликара који су пореклом Руси, те се поставља питање само питање утицаја од стране Русије, те сматрамо да није било оних подстицаја с одређене стране.

### Савремена уметностпосле Другог светског рата
- Апстрактни експресионизам
- Поп-арт
- Оп уметност (Оптичка уметност)
- Минимализам
- Концептуална уметност
- Перформанс уметност
- Фотореализам
- Хиперреализам
- Видео уметност
- Пејзажна уметност или енвиронментал арт (хепенинг, уметничка инсталација, ленд-арт, итд.)